# Washington (Connecticut)
Washington és una població dels Estats Units a l'estat de Connecticut. Segons el cens del 2005 tenia 3.693 habitants.

## Demografia
Segons el cens del 2000, Washington tenia 3.596 habitants, 1.416 habitatges, i 951 famílies. La densitat de població era de 36,4 habitants/km².
Dels 1.416 habitatges en un 28% hi vivien nens de menys de 18 anys, en un 57,6% hi vivien parelles casades, en un 6,8% dones solteres, i en un 32,8% no eren unitats familiars. En el 26,4% dels habitatges hi vivien persones soles el 10,9% de les quals corresponia a persones de 65 anys o més que vivien soles. El nombre mitjà de persones vivint en cada habitatge era de 2,42 i el nombre mitjà de persones que vivien en cada família era de 2,94.
Per edats la població es repartia de la següent manera: un 24,4% tenia menys de 18 anys, un 6% entre 18 i 24, un 23,9% entre 25 i 44, un 29,9% de 45 a 60 i un 15,8% 65 anys o més.
L'edat mediana era de 43 anys. Per cada 100 dones de 18 o més anys hi havia 92,9 homes.
La renda mediana per habitatge era de 65.288 $ i la renda mediana per família de 80.745 $. Els homes tenien una renda mediana de 51.610 $ mentre que les dones 35.337 $. La renda per capita de la població era de 37.215 $. Aproximadament el 2,7% de les famílies i el 3,3% de la població estaven per davall del llindar de pobresa.